# Waseca (Minnesota)
Waseca es una ciudad ubicada en el condado de Waseca en el estado estadounidense de Minnesota. En el Censo de 2010 tenía una población de 9410 habitantes y una densidad poblacional de 700,04 personas por km².

## Geografía
Waseca se encuentra ubicada en las coordenadas 44°4′56″N 93°29′59″O / 44.08222, -93.49972. Según la Oficina del Censo de los Estados Unidos, Waseca tiene una superficie total de 13.44 km², de la cual 10.37 km² corresponden a tierra firme y (22.87%) 3.07 km² es agua.

## Demografía
Según el censo de 2010, había 9410 personas residiendo en Waseca. La densidad de población era de 700,04 hab./km². De los 9410 habitantes, Waseca estaba compuesto por el 89.02% blancos, el 3.72% eran afroamericanos, el 1.46% eran amerindios, el 0.99% eran asiáticos, el 0.02% eran isleños del Pacífico, el 2.3% eran de otras razas y el 2.5% pertenecían a dos o más razas. Del total de la población el 8.98% eran hispanos o latinos de cualquier raza.